# Штаєр (Костел)
Штаєр (словен. Štajer) — поселення в общині Костел, регіон Південно-Східна Словенія, Словенія. Висота над рівнем моря: 360,9 м.